# Michael Tomczyk

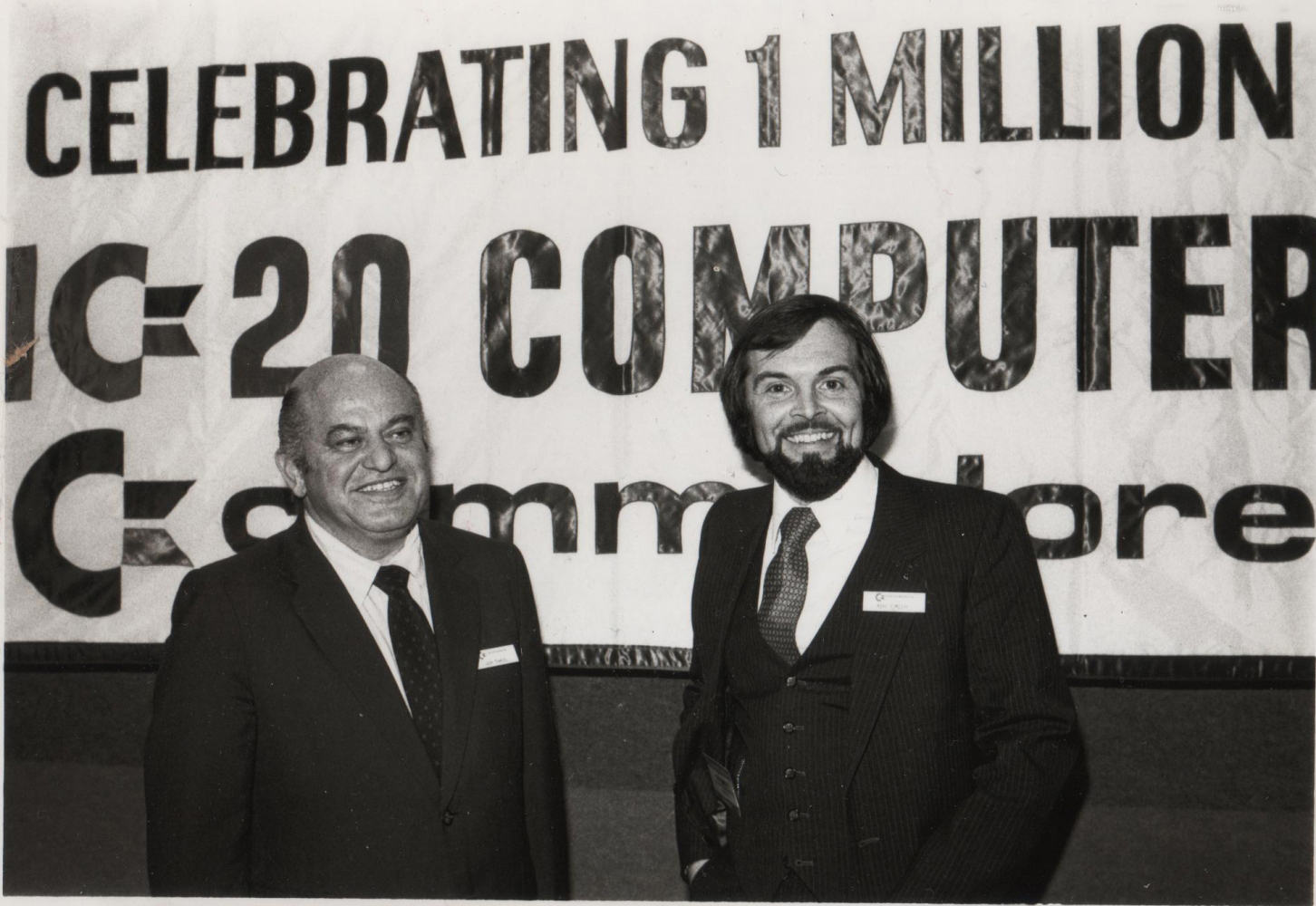
Jack Tramiellel, 1982

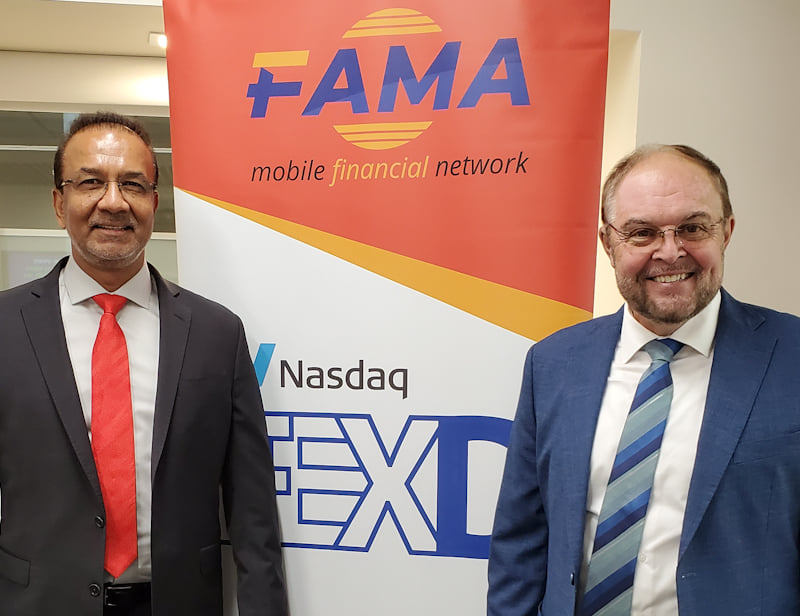
Saiful Khandakerrel, 2021

Michael S. Tomczyk (Oshkosh, 1948. november 20. –) amerikai termék- és üzletfejlesztő, tanácsadó, az Egyesült Államok hadseregének korábbi tisztje, aki többszörösen kitüntette magát katonai tevékenységével is, de leginkább a Commodore VIC-20 termékmenedzsereként vált ismertté VIC Czar, azaz "VIC cár" néven. Mottója: "A jövőben élek."

## Tanulmányai
MBA fokozatot szerzett a Kaliforniai Egyetemen, BA fokozatot pedig a Wisconsin–Oshkosh Egyetemen. 2010 májusában mester fokozatot (MSc) szerzett környezetvédelem területén a Pennsylvaniai Egyetemen.

## Katonai szolgálata
Michael Tomczyk 1970 és 1973 között három év aktív szolgálatot teljesített az Egyesült Államok hadseregében, majd néhány évet a tartalékosoknál. A XVIII. Légideszant Hadtest Fort Braggban lévő főhadiszállásán közinformációs tiszt, majd Vietnámban az I. Híradó Dandár, utána pedig Koreában a Stratégiai Parancsnokság (USASTRATCOM) vezérkari segédtisztje. 1971 és 1972 között Vietnámban harci tapasztalatokat is szerzett, melyért Bronzcsillag-érdeméremmel tüntették ki. Két és fél év szolgálat után léptették elő századossá. Koreai tevékenységéért viselője a Katonai Érdeméremnek.

„Hiszek abban, hogy az amerikai harcoló alakulatok tagjainak életét minden áron meg kell védeni és le vagyok döbbenve, amikor katonai parancsnokok visszacsúsznak abba az elavult gondolkodásba, mely szerint bizonyos mértékű veszteség és áldozat "elfogadható". Személyes véleményem az, hogy a II. Öbölháború alatt a technológiát nem alkalmazták időben és kellő hatékonysággal csapataink védelmében.”

– Michael Tomczyk

## Szakmai tevékenységei

### Commodore Business Machines
1980. április 1-jétől vette fel Michael Tomczykot a Commodore alapító elnöke, Jack Tramiel elnöki asszisztensének, illetve marketing stratégának. Szabad bejárása volt az elnökhöz, aki mindenbe beavatta őt, de egyben elvárta, hogy gyorsan sajátítsa el gyakorlatias üzletfilozófiáját, melyet Tramiel csak "vallásnak" nevezett. Első feladatául egy "olcsó, színes kijelzős számítógép" kifejlesztését kapta, mely aztán a sikeres Commodore VIC-20 modellben öltött testet. El is nevezték őt emiatt "VIC Czar"-nak. Féltucat fiatal mérnököt és programozót toborzott, köztük Neil Harrist és Andy Finkelt, akik a temérdek hardver-, szoftver- és dokumentációkészítés mellett egyedi integrált áramköröket (pl. VIC, SID chipek) is terveztek az anyavállalat saját félvezetőgyárával (MOS Technology) és japán mérnökökkel együttműködve. A vezérelv a "felhasználóbarátság" volt és az alapító elhíresült mondása, azaz "tömegeknek készítünk számítógépeket, nem a felsőbb társadalmi osztályoknak." A VIC-20 300§-os bevezető árával megfizethető sikertermék lett a háztartások és az oktatás számára, a Commodore pedig felküzdötte magát a harmadikról az első számú otthoni számítógépgyártóvá.
Michael Tomczyk a Commodore szóvivői szerepkörét is betöltötte, interjúkat adott, kiállításokon, konferenciákon vett részt és irányította a PR és a marketing csapatot is. A VIC-20 népszerűsítésére szerződtette William Shatner amerikai színészt, aki a termék egyszerű használatát népszerűsítette és végül maga is elkezdte a gépet használni írói tevékenysége során.
A VIC-20-hoz már az elején tervben volt telefonos modem kifejlesztése, hogy mindenki számára lehetővé tegyék számítógép-hálózatok távoli használatát (az ún. "telecomputingot"). Egy ipari modemekkel is foglalkozó kis kreatív tervezői csapat, Tomczyk iránymutatásai alapján, ki tudott fejleszteni egy 100$ alatti eszközt, a VICModemet, mely 1982 márciusában került piacra. Tomczyk kezdeményezésére jött létre az első felhasználói közösség, a "Commodore Information Network" is, mely először a cég ügyfélszolgálatának leterheltségét volt hivatott mérsékelni, de 1982-re már az Internet elődjeként működő állami CompuServe legnagyobb adatforgalmú hálózata lett.
Jack Tramiel kemény és eredménycentrikus vezető volt, vezetői megbeszéléseken a vitákat lerendező éles kirohanásait csak "Jack attack"-nak nevezték. Tomczyk úgy jellemezte őt, mint a számítógép-ipar Patton tábornokát, ugyanakkor árnyalta is személyiségét azzal, hogy – véleménye szerint – sokszor igazságtalanul vádolták a sajtóban. Amikor Tramiel, egy Irving Goulddal történt viharos megbeszélés után távozott az általa alapított cég éléről, 35 különféle vezető és mérnök mondott fel emiatt. Tomczyk hat hónappal volt főnöke után lépett ki a Commodore-tól. A Commodore-nál töltött éveit, tapasztalatait könyv formájában kiadta "The Home Computer Wars" címmel.

### Újságírás, tanácsadás
A Commodore után technológiai startupoknak és nemzetközi kereskedelmi projekteknek végzett tanácsadói tevékenységet az általa alapított Aranda Corporation égisze alatt. E mellett 10 éven keresztül az Export Today Magazine közreműködő szerkesztője, rovatvezetője volt, melynek kapcsán számtalan cikket írt különféle gazdasági témákban.

### Egyetemi kutatás és innováció
1995-ben csatlakozott a Pennsylvaniai Egyetem üzleti iskolájához, a Wharton Schoolhoz, melynek az 1994-ben létrehozott "Emerging Technologies Management Research Program" (kb. feltörekvő technológiák menedzsmentjének kutatási programja), majd 2001-től a Mack Center for Technological Innovation (ma: Mack Institute) igazgatója lett. Egy kis csapattal kutatta a sikerre és versenyképességre vezető menedzsment stratégiák és gyakorlatok fejlesztési lehetőségeit az akkor feltörekvő technológiai-innovációs környezetben. A technológiák közül az Internet kialakulásához vezető telekommunikáció, ezen belül különösen az e-kereskedelem, illetve a mai génterápia alapjait jelentő genetika és a nanotechnológia állt a kutatások fókuszában. A kutatóközpont hidat képzett az egyetem és az ipari partnerek között. Az itt töltött 18 év számtalan gyakorlati kezdeményezést (pl. "BioSciences Crossroads Initiative", 2000), tudományos értekezést (pl. "The Future of BioSciences: Four Scenarios for 2020 and Their Implications for Human Healthcare", 2006), cikket, előadást eredményezett. Tanácsadóként több technológiai startup és projekt elindulásánál segédkezett. Az intézettől 2013 októberében távozott, majd visszavonult az egyetemen vállalt összes tisztségeiből is 2014 júniusában. Az egyetemi tevékenységei során a nanotechnológia kapcsán szerzett tapasztalatait, mintegy 150 tudóssal, vállalkozóval és vezetővel történt interjúkkal megalapozva, 2014 végén adta ki könyv formájában "NanoInnovation: What Every Manager Needs to Know" címmel.
Michael Tomczyk 2014 júliusában elvállalta a Villanova Egyetem "Innovation, Creativity and Entrepreneurship" (ICE) Center "Innovator in Residence" pozícióját, ahol három évet töltött, és amelynek keretében innovációt érintő eseményeket (pl. Villanova Innovation Update Day) szervezett, valamint tanított és tanácsot adott diákoknak és együttműködött az ipari partnerekkel. 2015 júniusában kinevezték a National Nanotechnology Initiative (NNI) 15-fős "Triennial Review Committee" bizottsági tagjává, a Villanova képviseletében. Ennek eredménye a 2016-ban kiadott jelentés, mely akciótervet és ajánlásokat fogalmaz meg a nanotechnológia területén.

## Publikációi
- Michael Tomczyk. The Home Computer Wars – An Insider's Account of Commodore and Jack Tramiel (angol nyelven). COMPUTE! Publications (1984). ISBN 0-942386-75-2
- Aris Persidis, Michael S. Tomczyk (1997. július). „Critical Issues in Commercialization of Gene Therapy” (angol nyelven). Nature Biotechnology 15.évf. (7.sz.), 689-690. o. ISSN 1087-0156.
- Paul J.H. Schoemaker, Michael S. Tomczyk. The Future of BioSciences – Four Scenarios for 2020 and Their Implications for Human Healthcare (angol nyelven). Mack Center for Technological Innovation (2006)
- Michael S. Tomczyk.szerk.: Sarah Hurst: Applying the Marketing Mix (5 P's) to Bionanotechnology, Biomedical Nanotechnology – Methods and Protocols (angol nyelven). Humana Press (2011). ISBN 978-1-61779-051-5.
- Michael S. Tomczyk. Domino Effect, How Pandemic Chain Reactions Disrupted Companies and Industries (angol nyelven). CRC Press (2021). ISBN 978-1-00314-871-5